# 養老町立広幡小学校
養老町立広幡小学校（ようろうちょうりつ ひろはたしょうがっこう）は、岐阜県養老郡養老町にある公立小学校。

## 通学区域
- 通学区域は口ヶ島、飯ノ木、大跡、西岩道、岩道であり、公立中学校の進学先は養老町立東部中学校である[1]。

## 沿革
- 1873年（明治6年）5月 - 
  - 大跡村に時習学校が開校する。校区は大跡村、口ヶ島村、飯之木村、明徳村。
  - 岩道村に立心第二学校が開校する。校区は岩道村、西岩道村、飯之木村、上ノ郷村。
- 1884年（明治17年） - 時習学校が立心第二学校を統合し、口ヶ島学校となる。
- 1886年（明治19年） - 口ヶ島簡易科小学校に改称する。
- 1892年（明治25年） - 岩道尋常小学校を分離する。
- 1897年（明治30年）
  - 4月1日 - 口ヶ島村、飯之木村、大跡村、西岩道村、岩道村が合併し、広幡村が発足する。
  - 10月 - 口ヶ島簡易科小学校と岩道尋常小学校を統合し、広幡尋常小学校となる。
- 1898年（明治31年） - 新築移転。
- 1917年（大正6年） - 広幡尋常高等小学校に改称する。
- 1919年（大正8年） - 農業補習学校を併設する。
- 1941年（昭和16年） - 広幡国民学校に改称する。
- 1947年（昭和22年） - 広幡村立広幡小学校に改称する。
- 1954年（昭和29年）11月3日 - 高田町、養老村、上多度村、広幡村、池辺村、笠郷村、小畑村、多芸村、日吉村、合原村の一部と合併し、養老町が発足。同時に養老町立広幡小学校に改称する。
- 1974年（昭和49年） - 新校舎（鉄筋コンクリート造）が完成。
- 1977年（昭和52年） - 体育館が完成。